# Linia kolejowa nr 583
Ten artykuł dotyczy przyszłego wydarzenia. Informacje w nim zawarte mogą się zmienić wraz z pojawieniem się nowych faktów, a początkowe doniesienia mogą być niepewne. Ostatnie aktualizacje tego artykułu mogą nie odzwierciedlać najbardziej aktualnych informacji.
Linia kolejowa nr 583 – projektowana linia kolejowa w województwie śląskim, łącząca posterunek Nakło i stację Katowice. Za budowę odpowiedzialne jest PKP PLK.